# Jean-François Martin de Boisville
Jean-François Martin de Boisville, né le 12 janvier 1755, à Rouen, et mort le 27 mai 1829, à Dijon, est un prélat catholique français, évêque de Dijon.

## Biographie
Jean-François Martin de Boisville est né le 12 janvier 1755, à Rouen, en Normandie.
Il est ordonné prêtre, le 20 mars 1779, puis nommé évêque de Blois, en qualité d'administrateur apostolique du diocèse, le 9 septembre 1817, et confirmé à cette charge, le 1er octobre 1817.
Il est nommé évêque de Dijon, le 30 janvier 1822, confirmé à ce siège, le 18 avril 1822, et consacré, le 11 août 1822, par François de Pierre de Bernis, archevêque de Rouen, en l'église Sainte-Geneviève de Paris.
Il assure la fonction d'administrateur apostolique du diocèse de Langres, de 1822 à 1824.
Il conserve son siège épiscopal jusqu'à sa mort, survenue le 27 mai 1829, à Dijon, en Bourgogne.

## Armes
D'azur au chevron d'or, accompagné en chef de 2 étoiles d'or et en pointe d'un bœuf passant d'argent.